# Psalm 121
Psalm 121 – jedna z pieśni pielgrzymkowych, zgromadzonych w biblijnej Księdze Psalmów. W Septuagincie psalm ten nosi numer 120.

## Gatunek literacki i okoliczności powstania
Zgodnie z pierwszym wierszem psalmu, jest on pieśnią wstępowań (lub stopni) przypisywaną królowi Dawidowi. Służył on prawdopodobnie pielgrzymom udającym się do Jerozolimy, jako liturgiczna modlitwa przy wejściu do świątyni. Niektórzy badacze, np. Hans-Joachim Kraus uważają jednak, że psalm śpiewano dopiero przy powrocie do domu, aby poprosić Boga] o ochronę w niebezpieczeństwach czekających na drodze. 
Czas powstania Psalmu 121 nie jest ustalony jednoznacznie, według Stanisława Łacha powstał po okresie niewoli i nie można go przypisywać Dawidowi.

## Treść i teologia
Psalm 121 składa się według większości interpretacji z dwóch części. Pierwsza (wiersz 1 i 2) zawiera słowa pielgrzyma, który spogląda na góry otaczające Jerozolimę. 

Podnoszę oczy moje ku górom...
Skądże przyjdzie dla mnie pomoc?
Pomoc moja od Jahwe,
Stwórcy nieba i ziemi.

Część druga (wiersze 3-8) to prawdopodobnie odpowiedzi kapłana. Bóg jest przedstawiony jako strażnik swojego ludu i źródło pomocy. Niektórzy badacze (np. Hermann Gunkel) inaczej rozmieszczają części dialogu, tak że pielgrzym pyta w wierszach 1 i 3. 
Według Psalmu, podstawą ufności Bogu jest jego potęga, jako stworzyciela, a także fakt, że Bóg czuwa nad całym swoim ludem i poszczególnymi ludźmi. W całej pieśni sześciokrotnie powtarza się hebrajskie słowo shamar (strzec, chronić). Bóg ma m.in. ochronić przed porażeniem ze strony słońca (które stanowiło problem w klimacie Palestyny) i księżyca (którego promienie według starożytnych wierzeń wywoływać miały gorączkę, ślepotę, a nawet choroby psychiczne). 
W obrazowej opowieści wykorzystywane są liczne antropomorfizmy, np. w wierszu 5:

Jahwe stróżem twoim. Jahwe cieniem twoim po twojej prawicy.

Psalm kończy się ponownym zapewnieniem, że Bóg strzeże pielgrzyma i przy wyjściu i przy powrocie, przez cały czas.